# Robert Creighton Buck
Robert Creighton Buck (* 30. August 1920 in Cincinnati; † 1. Februar 1998 in Wisconsin; meist R. Creighton Buck) war ein US-amerikanischer Mathematiker, der sich mit Analysis beschäftigte.
Buck studierte an der University of Cincinnati und promovierte 1947 an der Harvard University bei David Widder und Ralph Boas (Uniqueness, Interpolation and Characterization Theorems for Functions of Exponential Type). Danach war er drei Jahre Assistant Professor an der Brown University und ab 1950 Associate Professor an der University of Wisconsin, wo er 1954 Professor wurde. 1980 wurde er dort „Hilldale Professor“ und von 1964 bis 1966 war er Vorsitzender der mathematischen Fakultät. 1990 emeritierte er, blieb aber als Mathematiker aktiv.
Buck beschäftigte sich mit Approximationstheorie, Funktionentheorie, topologischer Algebra und Operations Research. Auf letzterem Gebiet war er auch sechs Jahre für das Institute for Defense Analyses tätig. Buck schrieb ein in den USA sehr verbreitetes Lehrbuch über reelle Analysis „Advanced Calculus“.
Er beschäftigte sich auch mit Mathematikgeschichte – für seinen Aufsatz „Sherlock Holmes in Babylon“  über babylonische Mathematik erhielt er den Lester Randolph Ford Award. Zu seinen Doktoranden zählt auch der bekannte Mathematikhistoriker Thomas W. Hawkins.
Nach ihm und Ralph Boas sind Boas-Buck-Polynome benannt.
Buck war Vizepräsident der American Mathematical Society und der Mathematical Association of America (MAA), deren „Committee on the Undergraduate Program in Mathematics“ (CUPM) er begründete und 1959 bis 1963 vorstand. 1962 hielt er einen Vortrag auf dem Internationalen Mathematikerkongress in Stockholm (Global solutions of differential equations).
Buck war auch ein begabter Pianist, der mit achtzehn Jahren einen Kompositionswettbewerb gewann. Er veröffentlichte mehrere Science Fiction Geschichten.

## Schriften
- Advanced Calculus, McGraw Hill, New York 1956, 3. Auflage Waveland Pr., 2003
- mit Ralph Boas: Polynomial expansions of analytic functions, Springer 1958, 2. Auflage, Academic Press, Springer 1964
- mit Ellen F. Buck: Introduction to differential equations, Boston, Houghton Mifflin 1978
- mit Alfred Willcox: Calculus of several variables, Houghton Mifflin 1971
- Buck “Sherlock Holmes in Babylon”, AMM 1980

## Verweise
1. ↑  American Mathematical Monthly, Bd. 87, 1980, S. 335–345. Wieder abgedruckt in Marlow Anderson, Victor Katz, Robin Wilson (Herausgeber) „Sherlock Holmes in Babylon and other tales of mathematical history“, MAA 2004
2. ↑  Boas, Buck Polynomial expansions of analytic functions, Springer 1958

| Personendaten    | Personendaten                  |
| ---------------- | ------------------------------ |
| NAME             | Buck, Robert Creighton         |
| ALTERNATIVNAMEN  | Buck, R. Creighton             |
| KURZBESCHREIBUNG | US-amerikanischer Mathematiker |
| GEBURTSDATUM     | 30. August 1920                |
| GEBURTSORT       | Cincinnati, Ohio, USA          |
| STERBEDATUM      | 1. Februar 1998                |
| STERBEORT        | Wisconsin, USA                 |